# Sandy Helberg

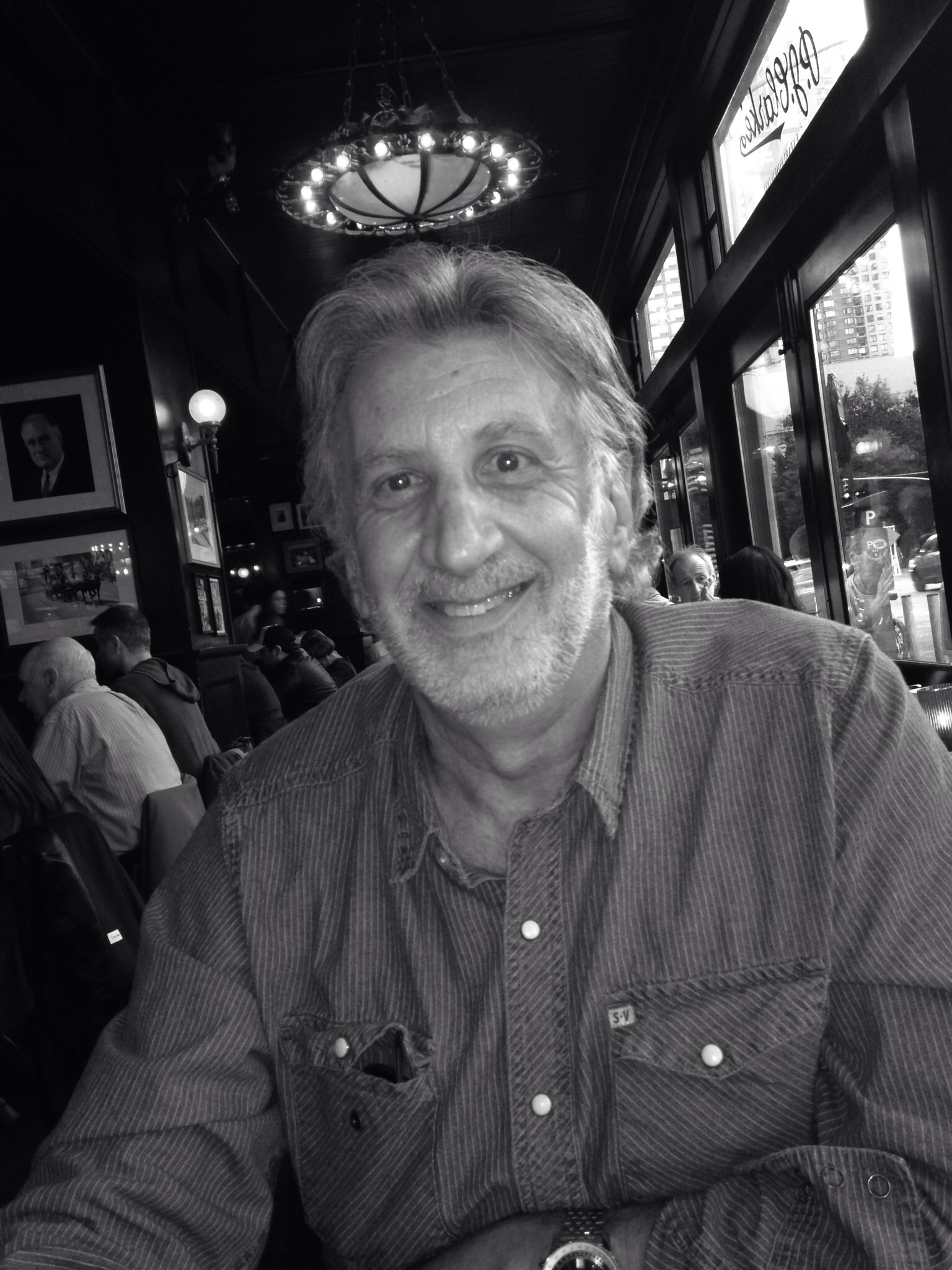
Sandy Helberg am 2. Januar 2014

Sandy Morris Helberg (* 28. Mai 1949 in Frankfurt am Main, Deutschland) ist ein US-amerikanischer Schauspieler. Er ist der Vater des Schauspielers Simon Helberg.

## Leben
Helberg wurde als Sohn von Tonia Altman (1925–2009) und Samuel „Sam“ Shmuel Helberg (1925–2003) in Frankfurt am Main geboren. Seine Eltern waren Überlebende des Holocaust aus dem von Deutschland besetzten Polen, die sich im Konzentrationslager kennengelernt hatten. 1950 emigrierte die Familie in die Vereinigten Staaten. Helbergs Vater Sam – ursprünglich Friseur – war Mitbegründer der Immobilienfirma „Collingwood Boulevard“ in Toledo, Ohio, wo Sandy Helberg zusammen mit seinen jüngeren Brüdern Ted (1953–2017) und Tom aufwuchs.
Er besuchte die High School in Sylvania (heute: Sylvania Northview High School). Nach dem Ende seiner Schulzeit zog er nach New York City, um Schauspiel bei John und Lee Strasberg am Lee Strasberg Institute und bei Sanford Meisner an der Neighborhood Playhouse School of the Theatre zu studieren.
Seit 1975 ist Helberg mit der ehemaligen Casting Directorin Harriet Birnbaum (* 1951) verheiratet; aus der Ehe gingen die gemeinsamen Söhne Mason und Simon hervor.

## Karriere
Nach dem Ende seiner Schauspielausbildung war Helberg eines der Gründungsmitglieder von „The Downtown Express“. Die Improvisationstheater-Gruppe hatte fast jeden Abend Auftritte in Stand-up-Comedy-Clubs wie dem Bitter End und dem Improv in Greenwich Village, einem Stadtteil von Manhattan. Nach seinem Umzug nach Los Angeles wurde Helberg schließlich für zehn Jahre Teil der ersten Stammbesetzung der „Groundlings“ und blieb der Comedy-Gruppe ein Leben lang treu.
Sein Filmdebüt hatte er 1973 im Film Der Bucklige vom Horror-Kabinett.
Es folgten unter anderem Rollen in drei Filmkomödien von Mel Brooks, Höhenkoller, Die verrückte Geschichte der Welt und Spaceballs, sowie Hauptrollen in Komödien wie Hollywood Knights und Das turbogeile Gummiboot. Seine bislang letzte Rolle hatte er 2009 in dem Fernsehfilm Hot W.A.C.S.
Helberg schrieb und spielte die Hauptrolle in der kurzlebigen Fernsehserie The Lorenzo and Henrietta Music Show aus dem Jahr 1976 und in der CBS-Fernsehserie Flatbush von 1979. Er hatte zudem zahlreiche Gastauftritte in Fernsehserien, darunter in der NBC-Miniserie 79 Park Avenue, in Verrückter wilder Westen, Trapper John, M.D., Remington Steele, Newhart, Die Jeffersons, M*A*S*H, Eine schrecklich nette Familie, Wunderbare Jahre, Harrys wundersames Strafgericht, Fernwood 2 Night, Knight Rider, Too Close for Comfort, Get a Life, House Calls, Cybill und Zeit der Sehnsucht.
Im Pilotfilm von Love Boat spielte er 1976 den Purser Burl „Gopher“ Smith; in der Fernsehserie übernahm seine Rolle Fred Grandy.
Helberg und seine Frau Harriet Helberg waren auch als Drehbuchautoren tätig; sie schrieben Folgen für Fernsehserien wie Golden Girls, Ein Grieche erobert Chicago, Mein lieber John und Harry und die Hendersons; auch am Drehbuch des Fernsehfilms The Paragon of Comedy (1983) wirkte Helberg mit. Außerdem war Helberg Koproduzent des HBO-/ TBS-Formats USO Salute to the Troops sowie in einigen Werbespots zu sehen.
Im deutschen Sprachraum wurde er unter anderem von Ulrich Frank, Michael Harck, Helmut Heyne, Joachim Kunzendorf, Jan Odle, Jochen Schröder, Udo Wachtveitl und Thomas Nero Wolff synchronisiert.

## Filmografie (Auswahl)

### Film
- 1973: Der Bucklige vom Horror-Kabinett (Terror in the Wax Museum)
- 1975: Sheila Levine Is Dead and Living in New York
- 1976: Love Boat (Fernsehfilm)
- 1976: A Star Is Born
- 1977: Off the Wall (Fernsehfilm)
- 1977: Mel Brooks’ Höhenkoller
- 1977: American Raspberry
- 1978: Loose Shoes
- 1980: Hollywood Knights
- 1980: Undercover USA (Fernsehfilm)
- 1980: Der Jazz-Sänger
- 1981: Mel Brooks – Die verrückte Geschichte der Welt
- 1981: Schatz, du strahlst ja so!
- 1983: The Paragon of Comedy (Fernsehfilm)
- 1984: Die Jungs von Spinal Tap
- 1984: Cheeseball Presents (Fernsehfilm)
- 1984: Das turbogeile Gummiboot (Alternativtitel: Den Letzten schnappen die Fische; Studentenfutter U.S.A.)
- 1984: Laugh Busters (Fernsehfilm)
- 1985: Joe Lamont – Secrets You Keep (Musikvideo)
- 1987: Mel Brooks’ Spaceballs
- 1994: Geht’s hier nach Hollywood? (I’ll do anything)
- 1995: Evil Date – Verabredung mit dem Teufel (The Granny)
- 1995: Mortal Kombat
- 1997: Wally Sparks – König des schlechten Geschmacks (Meet Wally Sparks)
- 2006: Der Date Profi
- 2009: Hot W.A.C.S (Fernsehfilm)

### Fernsehen
- 1976: The Lorenzo and Henrietta Music Show
- 1977: Fernwood 2 Night (Alternativtitel: Fernwood Tonight)
- 1977: 79 Park Avenue (Alternativtitel: Harold Robbins’ 79 Park Avenue; Miniserie)
- 1978: W.E.B.
- 1979: Schauplatz New York (Eischied)
- 1979: Flatbush
- 1980: Semi-Tough (basiert auf: Zwei ausgebuffte Profis)
- 1981–1982: Strike Force
- 1982: House Calls
- 1982: Cassie & Co.
- 1982: Madame’s Place
- 1982: M*A*S*H
- 1983: Die Jeffersons
- 1983: Knight Rider
- 1979–1983: Trapper John, M.D.
- 1984: Computer Kids
- 1985: Down to Earth
- 1983–1985: Too Close for Comfort
- 1985: Detective in the House
- 1985: Newhart
- 1984–1986: Remington Steele
- 1986: Rocky Road
- 1986: Harrys wundersames Strafgericht
- 1988: Wunderbare Jahre
- 1988: Herzschlag des Lebens – Göttinnen in Weiß (Heartbeat)
- 1989: Eine schrecklich nette Familie
- 1991: Armer Charlie! (Charlie Hoover)
- 1991: Knall-Cops (Pacific Station)
- 1992: Get a Life
- 1993: Die Super-Mamis (The Mommies)
- 1995: Braten und Bräute (Platypus Man)
- 1995: Muscle
- 1995: The Baron (Il barone; Miniserie)
- 1995: Cybill
- 1999: Zeit der Sehnsucht
- 2012: NTSF:SD:SUV::